# 分子マシン

小胞体に分泌されるタンパク質を組み立てているリボソーム

分子マシン（ぶんしマシン）、もしくは 分子機械（ぶんしきかい、英: molecular machine）は、ミクロスケール、あるいはナノスケールで制御された機械的動きを起こす分子、あるいは分子複合体である。

## 分子機械の分類と例
大きく分けて、生体分子機械と合成（人工）分子機械がある。

### 生体分子機械
生体分子機械は生体内に存在するタンパク質で、分子モーターとも呼ばれる。方向性のある動きによってなんらかの機能を発現する。
- ATP合成酵素
  - タンパク質複合体が回転しながらATPを合成する
- ミオシン
  - アクチンフィラメントの上を直線運動し、筋肉の収縮運動の元となる
- キネシン、ダイニン
  - 微小管の上を直線運動し、細胞内での物質輸送を担う

これらのように明らかな方向性を持ち、比較的大きな動きを起こす分子モーターでなくとも、多くの酵素はその広い領域でのコンホメーション変化が起こることで機能を発現している。このことから、一般に酵素などのタンパク質のことを分子機械と呼ぶこともある。

### 合成分子機械
合成分子機械は有機化学的に合成された分子マシンであり、光、熱、pH変化、酸化還元などの外部刺激に応じて分子の構造が変化する。ナノテクノロジーの中で化学的な領域の一角を占めるものとして注目されている。
- ロタキサンやカテナンといった超分子的モチーフを用い、リングのひも上の位置（ロタキサンの場合）あるいは、二つのリング（カテナンの場合）の相対的な位置が刺激に応じて変化するもの
- 分子内の一部分が他の部分に対して一方向に回転する、あるいは回転のon/offを制御できるもの
- ゲスト分子・イオンに対する親和性が刺激（光・酸化還元・第三の物質の添加など）に応じたホスト分子の構造変化によって変化するもの
- ゲストとして捕えたイオンの捕られた位置が、刺激に応じて変化するもの

といった例が実現されている。
具体的には
- シャトル
  - ロタキサンを用い、pH変化、光照射などによって環状部位がひも状部位の上を前後に動く。
- ギア
- ピンセット(tweezer)
- 回転ドア(turnstile)
- ローター
  - 化学物質、あるいは光・熱刺激によって一方向に回転する「分子ローター」が作られている。

そもそも有機分子は多少なりともコンフォメーションの自由度を持っており、分子の形状（＝分子内での原子の相対座標）を変化させることができるため、合成分子機械を定義づける条件は定まりきっていない面もある。現時点では、
- 刺激に応答して、明確な方向性を持つ動きを起こす。
- 同じ動作を繰り返して起こすことができる（2種類・あるいはそれ以上の複数の状態の間を周期的に遷移できる）。
- 動きがなんらかの分光法によって観測できる。

という性質を持つ分子を分子機械と呼ぶことが多い。（たとえば、液体のトルエン一分子を見た場合、メチル基はベンゼン環に対して回転しているはずであるが、一方向に回転させたり、回転のon/offを刺激に応答して変えたりというような「意味のある」ことを起こすことは難しいと考えられる。このように、分子の動きが制御できない場合は、分子機械とは呼べない。）

### 生体分子を人工的に改変した半人工分子機械
近年、上記のATP合成酵素に人工的な改変を加え、その機能を人工的に制御、利用しようとする試みも報告されている。

## 生体分子機械と人工分子機械の比較
生体分子機械は、複雑に形作られたタンパク質ユニット間の相互作用による、高度に洗練された動きや生体内での機能を持つものである。それに対し、人工分子機械は有機合成的に作られているために比較的シンプルな構造を持っていて、実用的な機能を持つものはほとんどなく、発展途上の研究分野である。コンフォメーションの大域的な変化、複数のユニットの協調した動きといった、生体分子機械の動作機構の特徴が明らかになりつつある現在では、人工分子機械の将来性を期待する根拠として、生体分子機械の洗練された高効率・高選択的な機能が、タンパク質の「機械的な動き」によって成されている、という事実が重要となっている。

### 駆動源
生体分子機械は一般的に、ATPをエネルギー源として動くが、ATP合成酵素のように膜の両側のプロトン濃度勾配によるエネルギーを駆動源として逆にATPを合成するものなども存在する。
合成分子機械を駆動するための刺激としては、光、プロトンの付加／脱離、酸化還元、他の物質との化学反応といったものが用いられている。

## 代表的な研究者
分子機械はカテナン、ロタキサンといった「絡み合った分子」を用いた系が多く研究されていて、その分野の研究者が多い。2016年には「分子マシンの設計と合成」の先駆的な研究を行った3名の研究者にノーベル化学賞が授与されることになった。
- ジャン＝ピエール・ソヴァージュ（2016年ノーベル化学賞）
- フレイザー・ストッダート（2016年ノーベル化学賞）
- ベルナルト・L・フェリンハ（2016年ノーベル化学賞）
- 新海征治
- David Leigh
- Vincenzo Balzani